# Дніпровсько-Бузький лиман
Дніпровсько-Бузький лиман — відкритий олігогалинний лиман в північній частині Чорного моря, на теренах Херсонської і Миколаївської областей України. Головний порт на лимані — Очаків.
Складається з витягнутого в субширотному напрямку Дніпровського лиману (довжина 55 км, завширшки до 17 км), а також вузького (завширшки від 5 до 11 км) та колінчастого Бузького лиману, витягнутого в субмеридіональному напрямку, довжиною 47 км. Середня глибина 6—7 м, найбільша — 12 м (т. зв. Станіславська яма).
Дніпровсько-Бузький лиман утворився під час трансгресії Чорного моря у нижній течії Дніпра та Південного Бугу. З Чорним морем лиман з'єднується протокою 3,6 км завширшки (між Очаківським мисом та Кінбурнською косою). Південне узбережжя має низькі, піщані береги; північне — здебільшого, високі (до 20—35 м) обривисті береги, складені з глинисто-піщаних порід, на окремих ділянках зустрічаються піщано-мушлеві коси. Дно біля кіс піщане, на глибині вкрите суглинисто-піщаними мулами.
Поверхневий стік у лиман складається зі стоку таких річок: Дніпро — 93,5 %; Південний Буг — 5,7 %; Інгул — 0,5 %; Інгулець — 0,3 %.
Середня солоність води Дніпровсько-Бузького лиману становить 3,6 ‰ (до побудови Каховського водосховища — близько 2 ‰(Каховське водосховище підірване російськими загарбниками 6 червня 2023 року. Коли каховська вода увійшла до лиману, то вода стала тимчасово прісною.)).
Але в різних районах лиману, в залежності від переважання прісних річкових чи морських водних мас, солоність відрізняється:
- східний район (дніпровський) — 1—3,3 ‰ (буває менше 1 ‰ — за значних попусків з колишнього Каховського водосховища);
- центральний — 1—6 ‰;
- західний — 1—11 ‰;
- бузький — 2—10 ‰.

Найбільші показники солоності характерні для періоду липень — грудень, коли скорочуються попуски з Каховського водосховища.
Характерним є проникнення в лиман чорноморської води придонним шляхом (середньорічна солоність придонних шарів 4,3 ‰).
Близько 25—30 % річного стоку Дніпра та Південного Бугу використовується на зрошення та водопостачання, що обумовлює збільшення солоності води лиману. Внаслідок цього погіршуються умови життя та нересту окремих видів промислових риб, а також життя річкових видів фіто- і зоопланктону.
Залишки відмерлої рослинності перестали виноситися з водойм, почали накопичуватися, загнивати, зменшуючи вміст кисню, одночасно погіршуючи умови існування риби, особливо її мальків.
Але і це ще не все. Бо ще й погіршення хімічного складу води… Воно спричиняється некерованим і непідзвітним скидом неочищених або погано очищених промислових і комунальних стоків, які значно погіршують газовий режим водойми.
Дніпровсько-Бузький лиман має важливе транспортне та рибопромислове значення; його узбережжя — рекреаційний район.
Для збереження природи лиману використовують додаткові попуски води з Каховського водосховища, укріплення й озеленення узбережжя. Частина акваторії Дніпровсько-Бузького лиману розташована у межах Чорноморського біосферного заповідника.
Через порти Миколаївської області транспортується трохи менше ніж 30% всього українського зерна. Своєю чергою це призводить до великого корабельного потоку в акваторії. Але проблема, яка спонукала створення маяків у Миколаївській області – це Дніпро-Бузький лиман. Він досить мілководний, через що до портів в області не вдається безпечно підійти навіть невеликим суднам. Вони можуть натрапити на мілину. Кораблі змушені рухатися каналом, який повний поворотів (колін), які приховують у собі безліч каверз. Саме для орієнтирів у цих колінах було створено маяки. І біля Очакова вони найнеобхідніші. Оскільки на цьому відрізку найнебезпечніші повороти лиману, що ведуть до виходу у відкрите море.